# Acid Black Cherry 2015 livehouse tour S-エス-
『Acid Black Cherry 2015 livehouse tour S－エス－』（アシッドブラックチェリー にせんじゅうご ライブハウスツアー エス）は、Acid Black Cherryのライブビデオ。

## 概要
- 3ヶ月連続リリースの第2弾。
- 2015年9月より行われたオフィシャルファンクラブ会員限定ライブハウスツアーの東京公演の模様が収録されている。
- 特典映像として各地ライブハウスでのツアーダイジェスト映像と2015年8月23日に行われたa-nation大阪公演のライブ映像を収録。
- 初回盤の特典として3ヶ月連続リリース連動応募特典【応募シリアル②】が封入。

## 収録曲
1. 楽園
2. 罪と罰〜神様のアリバイ〜
3. 黒猫 〜Adult Black Cat〜
4. in the Mirror
5. versus G
6. 冬の幻
7. Re:birth
8. 少女の祈りIII
9. ピストル
10. SPELL MAGIC
11. Murder Licence[Encore]
12. チェリーチェリー[Encore]
13. エストエム[Encore]

特典映像

a-nation stadium fes. 2015 Acid Black Cherry 出演映像
- 2015年10月にCS音楽チャンネル MUSIC ON! TV＆映像配信サービス dTV (NTTドコモ)で放送されたものと同内容。

1. イエス
2. 黒猫 〜Adult Black Cat〜
3. SPELL MAGIC
4. エストエム

「2015 livehouse tour S－エス－」 ツアーダイジェスト